# Micropodabrus tridifformis
Micropodabrus tridifformis es una especie de coleóptero de la familia Cantharidae.

## Distribución geográfica
Habita en China.